# CANDU-reactor

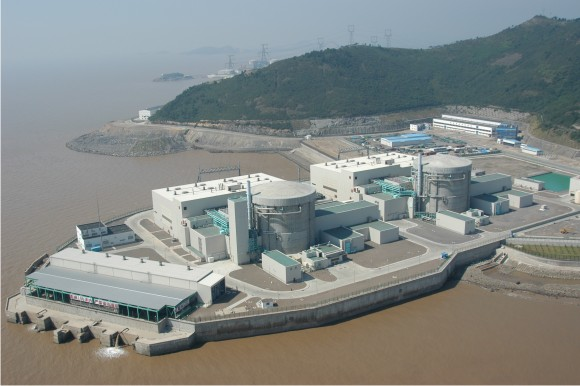
Qinshan Kerncentrale in Zhejiang, China

Een CANDU-reactor staat voor "CANada Deuterium Uranium" en is een in Canada ontwikkelde kernreactor die werkt met zwaar water (dideuteriumoxide) als moderator en met uranium als brandstof. Alle kernreactoren in Canada zijn van dit type. De ontwikkeling gebeurde vanaf de jaren 50 door een samenwerking tussen Atomic Energy of Canada Limited (AECL), Hydro-Electric Power Commission of Ontario (vanaf 1974 Ontario Hydro en sinds 1999 Ontario Power Generation), General Electric Canada) en andere private industriële deelnemers. Het acroniem CANDU is een handelsmerk van Atomic Energy of Canada Limited.

## Kenmerken

Schema van een CANDU-reactor
1: brandstofstaaf in drukleiding
2: reactorkern
3: regelstaven
4: drukvat
5: stoomketel
6: voedingswaterpomp licht water
7: zwaarwaterpomp
8: laadinrichting voor brandstofstaven
9: zwaar water
10: drukleidingen
11: stoom naar stoomturbine
12: voedingswater van condensor
13: gebouw

Het belangrijkste verschil tussen een CANDU-reactor en een kokendwaterreactor of een drukwaterreactor bestaat erin, dat de CANDU-reactor zwaar water gebruikt in het primair koelcircuit. Zwaar water remt neutronen iets minder snel af dan normaal water, maar heeft ook als eigenschap dat het zeer weinig neutronen absorbeert ten opzichte van normaal water gedurende het moderatieproces. Dit heeft als gevolg dat de reactor kritisch kan worden gemaakt met natuurlijk uranium (ca. 0,7% 235U). De CANDU-reactor heeft dus geen verrijkt uranium nodig. Een CANDU-reactor kan echter ook met andere brandstoffen werken, zoals MOX-brandstof met plutonium uit kernwapens, thorium of reeds gebruikte brandstof van een drukwaterreactor of kokendwaterreactor.
De CANDU-reactor kan brandstofstaven vervangen door nieuwe terwijl hij in bedrijf is. Een BWR of een PWR moet daartoe stilgelegd worden.

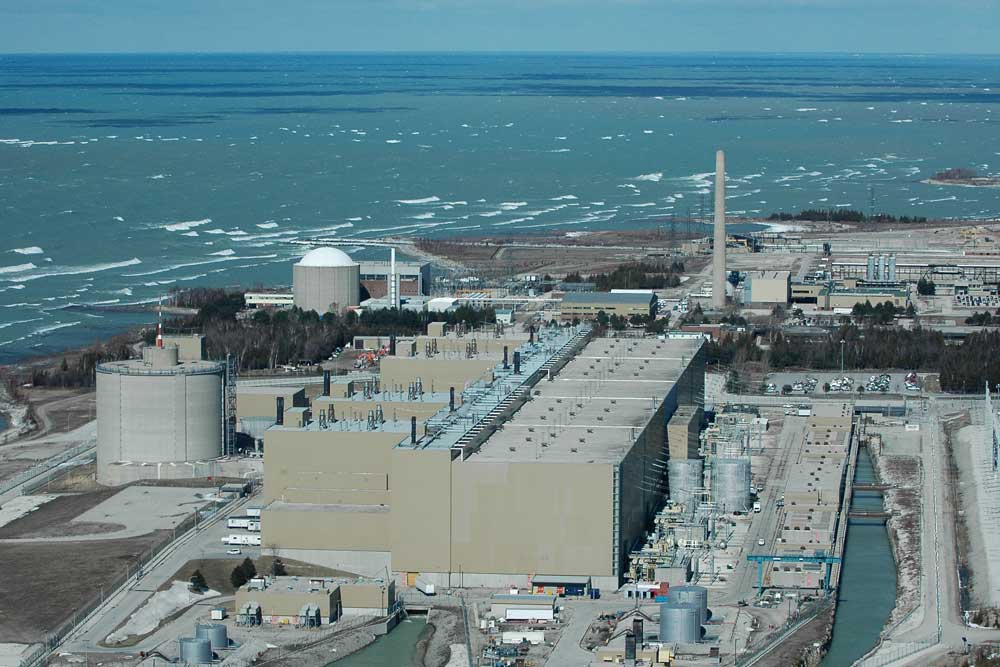
Bruce Nuclear Generating Station is de op een na grootste kerncentrale ter wereld
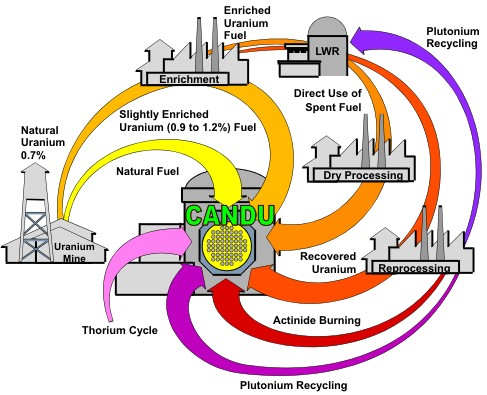
Een CANDU-reactor kan op verschillende soorten brandstof werken
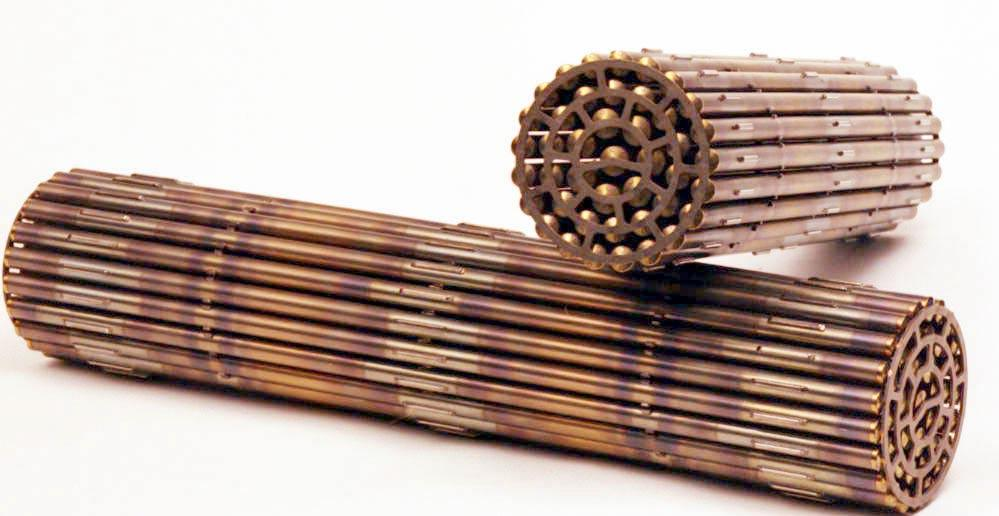
Twee brandstofbundels 50 cm lang met 10 cm diameter leveren 1 GWh elektriciteit

## Geschiedenis
De eerste CANDU-reactor was "Nuclear Power Demonstration" (NPD) in Rolphton, Ontario. Hij genereerde 22 MW en was de eerste kernreactor in Canada. Hij was in gebruik van 1962 tot 1987.
De tweede CANDU-reactor, "Douglas Point" te Kincardine (Ontario), Ontario, genereerde 200 MW en was in gebruik van 1968 tot 1984.
De kerncentrale bij Pickering, Ontario bestond uit vier reactoren in 1971 en vier bijkomende in 1983 met een gezamenlijk vermogen van 4120 megawatt.
Bruce Nuclear Generating Station werd gebouwd tussen 1970 en 1987 met acht reactoren van elk 800 MW en is hiermee de op een na grootste kerncentrale ter wereld.
Alle kernreactoren in Turkije zijn van dit type. Ook de enige kerncentrale van Roemenië, die in 1996 in gebruik werd genomen, heeft CANDU-reactoren.